# King Ghidorah
King Ghidorah (キングギドラ Kingu Gidora) là một kaiju, quái vật khổng lồ hư cấu của Nhật Bản, lần đầu tiên xuất hiện với tư cách là nhân vật chính trong bộ phim Ghidorah, the Three-Headed Monster năm 1964 của Honda Ishirō, do hãng phim Toho sản xuất và phân phối. Mặc dù Toho đã đăng ký sở hữu bản quyền tên gọi "King Ghidorah", nhân vật này ban đầu được gọi là Ghidorah hoặc Ghidrah ở một số thị trường nói tiếng Anh.
Phần lớn thiết kế của King Ghidorah luôn nhất quán trong suốt những lần xuất hiện của nó (một con rồng ba đầu không tay, có hai chân với đôi cánh giống như cánh dơi, có hai đuôi và vảy vàng), tuy nhiên câu chuyện về nguồn gốc của nó liên tục thay đổi, từ việc là một quái thú cổ xưa chuyên tiêu diệt các hành tinh, một quái vật biến đổi gien đến từ tương lai, một quái vật hộ pháp của Trái Đất cho đến việc là một vị thần đến từ chiều không gian khác. King Ghidorah thường được miêu tả như kẻ thù không đội trời chung của Godzilla và Mothra, mặc dù đã có một lần xuất hiện với tư cách là đồng minh của Godzilla.
Bất chấp những tin đồn cho rằng King Ghidorah đại diện cho mối đe dọa hạt nhân bắt nguồn từ Trung Quốc (vào thời điểm ấy quốc gia này vừa phát triển vũ khí hạt nhân), đạo diễn Honda Ishirō đã phủ nhận mối liên hệ trên và nói rằng King Ghidorah chỉ đơn giản là một nhân vật được lấy ý tưởng từ Yamata no Orochi.

## Tổng quát

### Tên gọi
Tên gọi King Ghidorah là từ ghép của hai từ "King" (キング Kingu) và "Ghidorah". Từ "Ghidorah" trong tên nhân vật bắt nguồn từ cách phát âm của từ "hydra" (Гидра, ˈɡʲidrə) trong tiếng Nga và được viết là ヒドラ ( Hidora) trong tiếng Nhật.

### Phát triển
Ý tưởng ban đầu cho Ghidorah, the Three-Headed Monster đến từ Tanaka Tomoyuki, người được biết đến là cha đẻ của Godzilla. Cảm hứng của Tomoyuki đến từ hình ảnh minh họa của Hydra trong một cuốn sách về Thần thoại Hy Lạp và Yamata no Orochi trong văn hóa dân gian Nhật Bản. Tomoyuki thích thú trước ý tưởng cho Godzilla chiến đấu với một con rắn nhiều đầu, nhưng ông thấy rằng bảy hoặc tám đầu là quá nhiều và do đó số lượng đầu giảm xuống còn ba. Phiên bản cuối cùng là một con rồng ba đầu với đôi cánh giống như cánh dơi, có hai đuôi, vảy vàng và có nguồn gốc từ ngoài không gian.
Toho cũng lấy cảm hứng từ con rồng ba đầu Zmey Gorynych (còn được gọi là King Dragon) キング・ドラゴン (Kingu Doragon) trong phiên bản tiếng Nhật của bộ phim Ilya Muromets năm 1956 của Liên Xô, do hãng phim Shintoho phát hành tại Nhật Bản vào tháng 3 năm 1959. Các nguồn cảm hứng khác bao gồm những sinh vật thần thoại như unicorn, pegasus và kỳ lân.

### MonsterVerse (2019 – nay)

MonsterVerse King Ghidorah

Vào năm 2014 tại sự kiện San Diego Comic-Con, Legendary Pictures tuyên bố rằng họ đã có được bản quyền của Mothra, Rodan và King Ghidorah từ Toho để sử dụng trong vũ trụ điện ảnh MonsterVerse của họ.
Trong Kong: Skull Island, King Ghidorah đã xuất hiện trong cảnh hậu danh đề. Đó là cảnh quay của một đoạn phim được Monarch lưu trữ về những hang động bí ẩn trên thế giới có các hình vẽ mô tả Godzilla, Mothra, Rodan và King Ghidorah.
Tháng 6 năm 2017, một thông cáo báo chí đã xác nhận Rodan, Mothra và King Ghidorah sẽ góp mặt trong bộ phim sắp tới của MonsterVerse. Tháng 4 năm 2018, Jason Liles, Alan Maxson và Richard Dorton đã được chọn để đóng các cảnh chuyển động tương ứng với mỗi cái đầu của King Ghidorah, trong đó Jason Liles thực hiện phần đầu giữa, Alan Maxson thực hiện phần đầu bên phải và Richard Dorton thực hiện phần đầu bên trái. Các diễn viên khác sẽ thực hiện công việc tương tự với phần còn lại của cơ thể con quái vật. King Ghidorah được mô tả là cao 158.8 m (521 ft), nặng 141,056 tấn và sải cánh có độ lớn chưa xác định cho phép nó bay với tốc độ 550 hải lý/giờ. Theo dữ liệu của Monarch, King Ghidorah được gọi là "Monster Zero" (ám chỉ đến bộ phim Invasion of Astro-Monster). Các nền văn minh cổ đại gọi con quái vật là "Ghidorah". Đây là phiên bản King Ghidorah đầu tiên miêu tả mỗi cái đầu có một kiểu tính cách khác nhau. Hơn nữa mỗi cái đầu đều có một tên gọi riêng theo tiếng Nhật. Đầu ở giữa có tên Ichi, là con lãnh đạo, thông minh và tàn ác nhất trong ba đầu. Đầu bên phải có tên Ni, là con hung dữ nhất và rất biết nghe lời con lãnh đạo. Đầu bên trái có tên San, là con kém thông minh nhất và dễ bị phân tâm, tuy nhiên nó đóng vai trò như một kẻ quan sát tinh tường, quan sát và chú ý đến môi trường lẫn chuyển động của kẻ thù nhiều hơn hai đầu còn lại.
Trong Godzilla: King of the Monsters, King Ghidorah được miêu tả như một kẻ săn mồi đến từ ngoài vũ trụ (cách thức nó di chuyển tới Trái đất chưa được xác định rõ ràng), đe dọa đến trật tự tự nhiên của Trái Đất và là đối thủ của Godzilla. King Ghidorah được nhắc đến trong nhiều câu chuyện thần thoại khác nhau cũng như được thể hiện qua những bức tranh hang động cổ đại, trong đó có cảnh chiến đấu với giống loài của Godzilla trong quá khứ. Nó đã bị đóng băng dưới lớp băng dày ở Nam Cực và được phát hiện vào năm 2016 bởi Monarch. Tổ chức đã tiến hành nghiên cứu con quái vật cho đến khi nó được giải thoát bởi nhóm khủng bố môi trường do Jonah Alan dẫn đầu. Godzilla bị thu hút bởi King Ghidorah và cả hai lao vào một trận chiến ngắn ngủi. Con người đã dùng thiết bị Orca dụ King Ghidorah rút lui và tiến đến México, nơi Rodan được đánh thức sau giấc ngủ đông bên trong núi lửa.
King Ghidorah dễ dàng đánh bại Rodan, nhưng sau đó nó bị Godzilla tấn công và kéo xuống đại dương. Godzilla gần như chiến thắng khi cắn đứt hoàn toàn đầu bên trái của đối thủ, nhưng quân đội đã cố gắng giết cả hai bằng cách kích hoạt một vũ khí mới gọi là Oxygen Destroyer. Điều này gần như giết chết Godzilla nhưng lại không ảnh hưởng gì đến King Ghidorah. Nó bay trở lại đất liền và tái sinh hoàn toàn phần đầu bị đứt lìa của mình trong vài phút, nhờ đó con người phát hiện ra rằng nó thực chất là một sinh vật ngoài hành tinh. Sau khi Godzilla dường như đã bị đánh bại, King Ghidorah trở thành con "alpha" hoặc "vua của các loài quái vật" mới và phát ra tiếng kêu gọi lan rộng trên toàn thế giới, đánh thức tất cả các Titan trên Trái Đất nhằm tiêu diệt nền văn minh nhân loại. King Ghidorah thậm chí còn gây ra những cơn bão điện từ khổng lồ ở miền đông Hoa Kỳ, làm thay đổi hoàn toàn điều kiện khí hậu.
Khi King Ghidorah đến Boston để phá hủy thiết bị Orca đang phủ nhận quyền thống trị của mình, nó chiến đấu với Godzilla đã hồi phục trong khi Mothra chiến đấu với Rodan. Nhờ hành động gây phân tâm của Mothra (bị King Ghidorah giết chết) và con người, Godzilla trở thành "Burning Godzilla" và dùng kỹ năng phát xung hạt nhân tiêu diệt hoàn toàn King Ghidorah. Trong cảnh hậu danh đề, Jonah Alan cùng nhóm của mình đến chỗ cái đầu bị cắn đứt trước đó của King Ghidorah do ngư dân tìm thấy ở México và lấy nó đi.

### Đón nhận
King Ghidorah đã được đón nhận nồng nhiệt và được coi là kẻ thù nổi tiếng nhất của Godzilla. Năm 2014, IGN đã xếp King Ghidorah ở vị trí thứ 2 trong danh sách "10 quái vật hàng đầu trong điện ảnh Nhật Bản", trong khi Complex liệt kê nhân vật này ở vị trí thứ 4 trong danh sách "15 quái vật kaiju xấu nhất mọi thời đại", gọi nó là "biểu tượng" và nhận xét rằng "... đơn giản là trông ngầu hơn một số loài bọ mạnh mẽ, cua và robot."
Trong bài đánh giá về Ghidorah, the Three-Headed Monster, Ethan Reed của Toho Kingdom đã hết lời ca ngợi King Ghidorah, gọi nhân vật này là "một sự bổ sung tuyệt vời cho loạt phim nhượng quyền thương mại" và "không thua kém gì ác quỷ thuần túy, một sức mạnh hủy diệt không ngừng xóa sổ sự sống của các hành tinh chỉ vì lợi ích của nó." Ethan Reed kết luận rằng "King Ghidorah không chỉ là một trong những nhân vật xuất sắc nhất của loạt phim mà còn là một trong những nhân vật phản diện hay nhất trong phim." Các quan điểm tương tự cũng được thể hiện trong tạp chí Paste, xếp King Ghidorah ở vị trí thứ 5 trong danh sách "10 con rồng hay nhất trong phim", mô tả nó "có lẽ là con quái thú chết chóc nhất trong tất cả các truyền thuyết về Godzilla."
Tuy nhiên, Steve Ryfle (nhà nghiên cứu về Godzilla) đã chỉ trích thiết kế của King Ghidorah trong Godzilla vs. King Ghidorah với lý do chuyển động cứng nhắc và tiếng gầm được tái chế từ tiếng gầm của Rodan, cũng như lưu ý rằng nó không đủ khác biệt so với thiết kế ban đầu của Tsuburaya Eiji.
Sau khi bộ phim Godzilla: King of the Monsters phát hành, đầu bên trái của King Ghidorah được đặt cho biệt danh "Kev/Kevin". Điều này xảy ra sau một thông báo của đạo diễn Michael Dougherty, người đã đăng tải trên Twitter tên gọi riêng tương ứng với mỗi cái đầu của King Ghidorah. Do tính cách độc đáo của mình, Kevin đã trở thành chủ đề chính của nhiều meme.

## Xuất hiện
Trong Terror of Mechagodzilla, King Ghidorah xuất hiện thoáng qua trong một cảnh quay cũ của đoạn phim ngắn. Trong Godzilla vs. Mechagodzilla II, cái đầu máy của Mecha-King Ghidorah xuất hiện ở phần mở đầu của bộ phim. Các cảnh quay cũ về King Ghidorah được sử dụng trong ba tập phim của Courage the Cowardly Dog bao gồm Courage in the Big Stinkin' City, Nowhere TV và The Tower of Dr. Zalost. Các phiên bản nhân vật spin-off dựa trên King Ghidorah (mặc dù tạo hình có bốn chân) đã được giới thiệu trong các bộ phim khác của Toho bao gồm Desghidorah (Rebirth of Mothra) và Keizer Ghidorah (Godzilla: Final Wars). Trong Kong: Skull Island, cảnh hậu danh đề cuối bộ phim tiết lộ về những hang động bí ẩn trên thế giới có các hình vẽ mô tả Godzilla, Mothra, Rodan và King Ghidorah.

### Phim điện ảnh
- Ghidorah, the Three-Headed Monster (1964)
- Invasion of Astro-Monster (1965)
- Destroy All Monsters (1968)
- Godzilla vs. Gigan (1972)
- Godzilla vs. King Ghidorah (1991)
- Rebirth of Mothra III (1998)
- Godzilla, Mothra and King Ghidorah: Giant Monsters All-Out Attack (2001)
- Godzilla: The Planet Eater (2018)
- Godzilla: King of the Monsters (2019)

### Phim truyền hình
- Zone Fighter (1973)
- Godzilla Island (1997-1998)

### Trò chơi điện tử
- Godzilla: Monster of Monsters (NES – 1988)
- Godzilla (Game Boy – 1990)
- Godzilla 2: War of the Monsters (NES – 1991)
- Battle Soccer: Field no Hasha (SNES – 1992)
- Super Godzilla (SNES – 1993)
- Kaijū-ō Godzilla / King of the Monsters, Godzilla (Game Boy – 1993)
- Godzilla: Battle Legends (Turbo Duo – 1993)
- Godzilla: Monster War / Godzilla: Destroy All Monsters (Super Famicom – 1994)
- Godzilla Giant Monster March (Game Gear – 1995)
- Godzilla Trading Battle (PlayStation – 1998)
- Godzilla Generations: Maximum Impact (Dreamcast – 1999)
- Godzilla: Destroy All Monsters Melee (GCN, Xbox – 2002/2003)
- Godzilla: Domination! (GBA – 2002)
- Godzilla: Save the Earth (Xbox, PS2 – 2004)
- Godzilla: Unleashed (Wii, PS2 – 2007)
- Godzilla Unleashed: Double Smash (NDS – 2007)
- Godzilla (PS3 – 2014, PS4 – 2015)
- City Shrouded in Shadow (PS4 – 2017)
- Godzilla Defense Force (2019)
- Unnamed MonsterVerse Mobile Game (2019)[48]

### Truyện tranh và tiểu thuyết
- Godzilla vs. King Ghidorah (manga – 1991)[49]
- Godzilla Saves America: A Monster Showdown in 3-D! (1996)[50]
- Godzilla 2000 (tiểu thuyết – 1997)
- Godzilla vs. the Robot Monsters (tiểu thuyết – 1998)
- Godzilla vs. the Space Monster (tiểu thuyết – 1998)
- Godzilla: Kingdom of Monsters (truyện tranh – 2011-2012)
- Godzilla: Gangsters & Goliaths (truyện tranh – 2011)
- Godzilla: Legends (truyện tranh – 2011-2012)
- Godzilla: The Half-Century War (truyện tranh – 2012-2013)
- Godzilla: Rulers of Earth (truyện tranh – 2013-2015)
- Godzilla: Cataclysm (truyện tranh – 2014)
- Godzilla in Hell (truyện tranh – 2015)
- Godzilla: Oblivion (truyện tranh – 2016)

### Khác
- Take Me To Your Leader là album phòng thu thứ hai của nghệ sĩ hip hop người Mỹ gốc Anh Daniel Dumile (còn được gọi là MF DOOM)[51] và được phát hành dưới bí danh "King Geedorah" vào ngày 17 tháng 6 năm 2003. Hình ảnh trên bìa album được thiết kế rất giống với sự xuất hiện của King Ghidorah trong các bộ phim Godzilla.